# Perfluorhexansulfonsyra
Perfluorhexansulfonsyra (PFHxS, ibland förkortat PFHS) är en fluororganisk förening.
PFHxS hade länge ingått i flera av 3M:s produkter, men efter påtryckning från Environmental Protection Agency (EPA), som konstaterat hälsovådliga effekter, gick 3M år 2000 med på att sluta tillverka detta ämne.

## Diverse identiteter
- IUPAC-benämning: 1,1,2,2,3,3,4,4,5,5,6,6,6-tridecafluorohexane-1-sulfonic acid
- PubChem
  - CID 67734; 275978499
  - SID 275978499
- EC-nummer 206-587
- UNII ZU6Y1E592S
- EC-nummer 206-587
- UNII ZU6Y1E592S